# ديك باركر
ديك باركر (بالإنجليزية: Dick Parker)‏ (14 سبتمبر 1894 في المملكة المتحدة - 1 يناير 1969) هو لاعب كرة قدم بريطاني (وحمل سابقاً جنسية المملكة المتحدة لبريطانيا العظمى وأيرلندا) في مركز الهجوم. لعب مع كوفنتري سيتي وكوينز بارك رينجرز ونادي سندرلاند ونادي ميلوول ونادي واتفورد وMerthyr Town F.C. ‏ ونادي ساوث شيلدز ‏ وTunbridge Wells F.C. ‏ وSouth Bank F.C. ‏ وStockton F.C. ‏.